# 恩嬪
恩嬪（おんひん、？ - 道光26年（1847年）12月10日）は、清の嘉慶帝の妃嬪。姓は烏雅氏。満洲正黄旗の出身。知府、貴州按察使、貴州布政使、太常寺卿、都察院左副都御史等の職を歴任した万凝の庶出の娘。康熙帝の妃嬪で雍正帝生母の孝恭仁皇后は高祖父の従兄弟の娘に、道光帝の晩年の寵妃で、光緒帝の祖母、宣統帝の曾祖母にあたる荘順皇貴妃は従兄弟の孫娘にあたる。

## 生涯
嘉慶12年（1807年）、八旗選秀により、恩貴人に封ぜられ、入宮した。
嘉慶25年（1820年）12月、父帝嘉慶帝の崩御により帝位を継いだ道光帝は栄貴人や安常在とともに恩貴人を嬪の身分に進封させ、恩嬪となる。
道光26年（1847年）12月10日、薨去し、翌道光27年（1848年）2月28日に清西陵の妃園寝に陪葬された。

## 伝記資料
- 『清史稿』